# انتون یاشکوف
انتون یاشکوف (اوکراینی: Антон Петрович Яшков؛ زادهٔ ۳۰ ژانویهٔ ۱۹۹۲) بازیکن فوتبال اهل اوکراین است.
از باشگاه‌هایی که در آن بازی کرده‌است می‌توان به باشگاه فوتبال اوورلا اوژهورود و باشگاه فوتبال متالورگ دونتسک اشاره کرد.
وی همچنین در تیم ملی فوتبال زیر ۲۰ سال اوکراین بازی کرده‌است.